# Fernando Muñoz
Fernando Muñoz García (Sevilla, 30 oktober 1967), beter bekend als Nando, is een voormalig Spaans profvoetballer. Hij speelde als verdediger.

## Clubvoetbal
Nando begon als voetballer in de jeugd van Sevilla FC. Van 1986 tot 1990 speelde hij in het eerste elftal van de club. In 1990 werd Nando gecontracteerd door FC Barcelona. Met Barça won hij in 1991 en 1992 de Spaans landstitel en in 1991 de Europa Cup I. Nando was in de finale tegen Sampdoria basisspeler. In 1992 maakte hij de overstap naar FC Barcelona's aartsrivaal Real Madrid. Na vier seizoenen bij de hoofdstedelijke club vertrok Nando in 1996 naar RCD Espanyol. Bij deze club sloot hij in 2001 zijn loopbaan als profvoetballer af, na in 2000 nog de Copa del Rey te hebben gewonnen.

## Nationaal elftal
Nando speelde acht interlands voor het Spaans nationaal elftal. Zijn debuut maakte de verdediger 12 september 1990 tegen Brazilië. Tegen Albanië op 22 april 1992 speelde Nando zijn laatste interland.